# Собрал-де-Монте-Аграсу (район)
Собрал-де-Монте-Аграсу (порт. Sobral de Monte Agraço) — район (фрегезия) в Португалии, входит в округ Лиссабон. Является составной частью муниципалитета Собрал-де-Монте-Аграсу. По старому административному делению входил в провинцию Эштремадура. Входит в экономико-статистический субрегион Оэште, который входит в Центральный регион. Население составляет 2937 человек на 2001 год. Занимает площадь 8,67 км².
Покровителем района считается Дева Мария (порт. Maria).